# Laguna Diasada
Diasada es una laguna del norte de Bolivia, ubicada en el departamento de Pando, a una altitud de 136 m s. n. m., esta laguna aunque se formó de un meandro del río Madre de Dios ha ido perdiendo su forma de herradura, tiene unas dimensiones de 5,50 km de largo por 0,95 km de ancho y una superficie aproximada de 4,5 km².